# Shrek ma wielkie oczy
Shrek ma wielkie oczy (ang. Scared Shrekless) – amerykański krótkometrażowy film animowany wytwórni DreamWorks Animation, specjalnie stworzony dla NBC. Światowa premiera odbyła się 28 października 2010 roku. Film został pokazany po raz pierwszy w Polsce przez TVN 26 grudnia 2010 roku.

## Fabuła
Zbliża się Halloween, ulubione święto Shreka. Ogr razem z Fioną, Osłem, Kotem w Butach i innymi baśniowymi postaciami zamierza spędzić noc w nawiedzonym zamku lorda Farquaada. Na miejscu przyjaciele opowiadają sobie przerażające historie. Zabawę wygra ten, kto pokona swój strach. W końcu zostają tylko Shrek i Osioł, a wtedy zjawiają się złe duchy Farquaada. Okazuje się, że Shrek i Fiona uknuli to ze swoimi dziećmi.

## Obsada
- Mike Myers – Shrek
- Cameron Diaz – Fiona
- Antonio Banderas – Kot w butach
- Kristen Schaal – Ciastek
- Dean Edwards – Osioł
- Cody Cameron – Pinokio oraz Trzy świnki

## Wersja polska
Wersja polska: Start International Polska

Reżyseria: Anna Apostolakis

Dialogi polskie i teksty piosenek: Bartosz Wierzbięta

Kierownictwo muzyczne: Michał Skarżyński

Wystąpili:
- Zbigniew Zamachowski – Shrek
- Agnieszka Kunikowska – Fiona
- Jerzy Stuhr – Osioł
- Wojciech Malajkat – Kot w butach
- Mirosław Zbrojewicz – Wilk
- Tomasz Bednarek – Ciastek
- Jarosław Domin – Pinokio
- Zbigniew Suszyński – Książę z bajki

W pozostałych rolach:
- Janusz Wituch
- Jarosław Boberek – przestraszony człowiek
- Wojciech Paszkowski – sumienie
- Adam Bednarek
- Sara Lewandowska
- Bernard Lewandowski
- Andrzej Gawroński – Gepetto
- Paweł Szczesny – Piekarz
- Dominika Kluźniak – Słodka
- Jacek Bończyk
- Beata Wyrąbkiewicz
- Katarzyna Owczarz
- Brygida Turowska-Szymczak
- Monika Wierzbicka

### Lektor
- Miłogost Reczek (główny tytuł, tytuł "Narzeczonej Ciastka" i "Shreksorcysty")